# Николаеш, Анатолие Валерьевич
Анатолие (Анатолий) Валерьевич Николаеш (род. 17 апреля 1996, Бельцы) — российский футболист, защитник. Чемпион Европы 2013 года среди юношей не старше 17 лет.

## Биография
Родился в молдавском городе Бельцы. Отец погиб через несколько дней после его рождения, разбившись на мотоцикле. Николаеш первые годы жил в молдавской деревне, в пять стал жить с матерью в Москве, куда она ездила на заработки. Начал заниматься футболом в коммерческой секции «Арарата», затем 2,5 — три года играл в мини-футбольной «Дине» (тренер — Евгений Дмитриевич Ялкитма). Затем отчим отвёл Николаеша в ДЮСШ ЦСКА, где он стал тренироваться под руководством Дениса Первушина. Участвовал в различных юношеских турнирах и чемпионатах страны. Из-за надрыва задней поверхности бедра пропустил восемь месяцев, пять раз получал рецидив. В начале 2016 года покинул ЦСКА в связи с окончанием контракта.
1 февраля 2016 года перешёл в португальскую «Лейрию». Был на просмотре в «Волгаре» и «Браге» и летом 2017 года перешёл в «Виторию» Гимарайнш. В первом же матче за вторую команду получил красную карточку и больше на поле не выходил. Зимой 2017/18 по приглашению президента клуба Толстикова вернулся в «Лейрию», но играл мало и не получил положенную зарплату.
В сентябре 2019 года перешёл в клуб ПФЛ «Коломна», где также начались проблемы с выплатой зарплаты (7,5 тыс. рублей в месяц). Сезон был завершён досрочно из-за пандемии COVID-19. Николаеш был на просмотре в «Иртыше», отказался играть в командах первенства ПФЛ и завершил карьеру футболиста. Стал работать в госучреждении.

### Карьера в сборной
В сборной России из игроков не старше 17 лет провёл 10 игр, в том числе четыре матча квалификации к чемпионату Европы 2013 года, в которых дважды выходил в стартовом составе и заработал предупреждение в матче с Англией. Попал в финальную заявку, на поле не выходил, но завоевал чемпионский титул.

## Стиль игры
Обладал хорошей скоростью и часто подключался к атакам.